# The Dead Weather
The Dead Weather ist eine US-amerikanische Alternative-Rock-Supergroup, die 2009 in Nashville, Tennessee, gegründet wurde. Es handelt sich um eine so genannte Supergroup, da sie aus Mitgliedern anderer, bekannter Bands besteht.

## Geschichte
Die Band wurde von Jack White (The White Stripes, The Raconteurs) initiiert. Ihr gehören daneben Alison Mosshart (Sängerin von The Kills), der Gitarrist Dean Fertita (Queens of the Stone Age) und der Bassist Jack Lawrence (The Raconteurs, The Greenhornes) an. White ist Backgroundsänger und Schlagzeuger der Band. In der Ballade Will There Be Enough Water auf dem Debütalbum Horehound spielt er akustische Gitarre, eine Gibson L-1 aus dem Jahr 1915.

## Diskografie

### Studioalben
- 2009: Horehound (Third Man Records)
- 2010: Sea of Cowards (Third Man Records)
- 2015: Dodge and Burn (Third Man Records)

### Singles
- 2009: Hang You from the Heavens (Third Man Records)
- 2009: Treat Me Like Your Mother (Third Man Records)
- 2009: I Cut Like a Buffalo (Third Man Records)
- 2010: Die by the Drop (Third Man Records)
- 2014: Open Up (That’s Enough) (Third Man Records)
- 2014: Buzzkill(er) / It’ Just Too Bad (Third Man Records)